# Todo modo (film)
(Scheda del film)
Todo modo è un film grottesco italiano del 1976 diretto da Elio Petri. Liberamente ispirato all'omonimo romanzo di Leonardo Sciascia, è l'ultimo del connubio cinematografico, ma anche politico e ideologico, del regista Elio Petri e l'attore Gian Maria Volonté, sodalizio che contribuì alla fortuna del cinema politico italiano degli anni settanta. È sostanzialmente un ritratto degli uomini di potere della Democrazia Cristiana. La prima del film fu il 30 aprile 1976.
Realizzato nello stesso periodo di Cadaveri eccellenti (1976) di Francesco Rosi, anch'esso ispirato a un'opera di Sciascia, Todo modo contribuisce allo sforzo del cinema italiano nell'interrogarsi sul futuro politico di un paese in piena crisi. Nel 2014 il film è stato restaurato, grazie all'opera della Cineteca di Bologna e del Museo Nazionale del Cinema di Torino.

## Trama
(Elio Petri, 1979 )
Durante una misteriosa epidemia che miete molte vittime, in un albergo-eremo-prigione post-moderno denominato Zafer arrivano numerosi capi politici, grandi industriali, banchieri e dirigenti d'azienda, tutti appartenenti alle varie correnti del partito di governo, la Democrazia Cristiana. Si ritrovano per gli annuali ritiri spirituali (ispirati agli esercizi spirituali di Ignazio di Loyola) di tre giorni per espiare i reati di corruzione e altro che essi erano soliti praticare. Gli esercizi sono praticati sotto la guida dell'ambiguo Don Gaetano, un prete molto influente ma corrotto, che domina tutti i presenti.
All'interno di questo luogo, in realtà dovrebbe avvenire una sorta di rinnovamento del partito, della propria struttura, dei propri vertici, dei propri interessi al fine di mantenere il potere nel Paese. Tra litigi continui e violenti, accuse reciproche e poca pratica spirituale, si sviluppa una serie di delitti apparentemente immotivati che eliminano uno alla volta i personaggi di primo piano del partito.
Tra i numerosi personaggi, c'è il Presidente, cioè il capo politico conciliante, bonario, che mira ad accontentare tutti, ma che segretamente è animato da un'infinita sete di potere e di dominio.

## Cast

Il Presidente (Gian Maria Volontè) qualche istante prima dell'esecuzione.

Il personaggio del Presidente è palesemente ricalcato sulla figura di Aldo Moro (che, all'uscita del film, era non a caso a capo del governo da due anni), pur senza mai nominarlo direttamente; ma la fisicità, il modo di comportarsi e il ruolo rivestito non lasciano spazio a dubbi in merito.
Volonté, infatti, si preparò per il ruolo studiandosi approfonditamente i comportamenti di Moro, i suoi discorsi, la sua mimica facciale e corporea e l'inflessione della sua voce. Petri ricordò che i primi due giorni delle riprese furono cestinati di comune accordo perché la somiglianza tra i due "era imbarazzante, prendeva alla bocca dello stomaco", considerando che il suo personaggio non doveva essere per davvero Moro, bensì una sua caricatura, un simulacro. Anche perché, se il personaggio fosse stato troppo esplicitamente identificabile con Aldo Moro, il film non avrebbe mai potuto essere distribuito.
Tra gli altri attori impegnati nel film vi è Marcello Mastroianni, nei panni di Don Gaetano, un prete astuto e calcolatore, molto potente sul piano politico, e anch'egli assetato di potere.

## Colonna sonora
Secondo le intenzioni del produttore Daniele Senatore, la colonna sonora del film doveva essere affidata a Charles Mingus. L'accordo con il musicista era stato possibile grazie alla sinergia tra la Warner, che si era impegnata nella distribuzione del film all'estero, e la WEA-Atlantic, casa discografica che teneva all'epoca Mingus sotto contratto. Nel 1976 Mingus, invitato a Roma con la sua band, nel giro di un paio di giorni registrò le musiche da destinare al film sulla base di generiche indicazioni sulla trama fornitegli dal produttore e, con l'occasione, tenne anche alcuni concerti. Abbastanza contrariato per il fatto che Petri non aveva voluto mostrargli alcun fotogramma girato, il musicista fu invitato dal produttore direttamente sul set, anche se Petri continuava a essere ostile al progetto. In quella occasione poté finalmente vedere alcune scene e registrare delle improvvisazioni che avrebbero dovuto completare il commento musicale al film.
La decisione definitiva del regista di scartare le musiche composte da Mingus maturò quando, in fase iniziale di montaggio, i brani furono sottoposti all'ascolto di Renzo Arbore, allora compagno di Mariangela Melato. Arbore sostenne che la partitura era una «patacca», che si trattava di materiale scartato dallo stesso Mingus in occasione di lavori precedenti e riciclato per l'occasione, e che in ogni caso non si addiceva al clima del film. Petri a quel punto decise d'interpellare Ennio Morricone che, nel giro di pochi giorni, gli fornì una partitura ispirata alle composizioni di Olivier Messiaen, come egli stesso chiedeva.

## Accoglienza
Girato nel pieno degli anni di piombo, dopo Indagine su un cittadino al di sopra di ogni sospetto (1970) e La classe operaia va in paradiso (1971), Todo modo, ispirato all'omonimo romanzo di Leonardo Sciascia, presenta toni più cupi ed angosciosi, oltreché grottescamente farseschi, accentuati dall'ambientazione claustrofobica rappresentata dall'albergo-eremo-prigione sottoterraneo, nell'intento di fornire una parodia amara e realistica della classe politico-dirigenziale che deteneva il potere in Italia dal dopoguerra: la Democrazia Cristiana. Il film uscì durante il quinto governo Moro, un periodo oltretutto in cui si iniziò a parlare apertamente di compromesso storico tra DC e PCI.
Lo stesso Sciascia, all'uscita del film, ebbe a dichiarare: «Todo modo è un film pasoliniano, nel senso che il processo che Pasolini voleva e non poté intentare alla classe dirigente democristiana oggi è Petri a farlo. Ed è un processo che suona come un'esecuzione… Non esiste una Democrazia Cristiana migliore che si distingua da quella peggiore, un Moro che si distingua in meglio rispetto a un Fanfani. Esiste una sola Democrazia Cristiana con la quale il popolo italiano deve decidersi a fare definitivamente e radicalmente i conti».
La pellicola, dal marcato sapore espressionista e dall'esplicita vena grottesca, aveva l'obiettivo dichiarato di denunciare la corruzione, il malcostume e l'imperversare di interessi personali nella gestione della res publica italiana, ricorrendo al grottesco come unica arma possibile per denunciare senza incorrere in censure particolari.
Alla proiezione nelle sale (durata meno di un mese a causa del sequestro cui fu sottoposto), il film fu accolto con freddezza. Criptico e lento nella struttura, fu molto criticato dalla classe politica democristiana e snobbato dai quadri del PCI, per via del clima politico del periodo, contrassegnato, come s'è detto, dalla ricerca del compromesso storico tra le parti (Petri, a tal proposito, affermò che "in pubblico i comunisti lo criticavano ma in privato gli confidavano che piaceva"), tanto che segnò il decadimento della corrente del "cinema politico" italiano e la fine del connubio Petri-Volontè. La Warner Communications decise inoltre di non far uscire il film negli Stati Uniti, anche se in precedenza la coppia Petri-Senatore aveva realizzato un buon successo con Indagine su un cittadino al di sopra di ogni sospetto, vincendo anche un Oscar.
Il successivo rapimento e omicidio di Aldo Moro rese di fatto il film politicamente impresentabile, facendolo sparire per molti anni. La pellicola originale fu sequestrata a meno di un mese dalla sua uscita e ritrovata bruciata presso gli archivi di Cinecittà. Ancora oggi si ricerca la pellicola originale del film.
In occasione di una denuncia per vilipendio dell'associazione Difesa uomo-natura, il giurista Giovanni Conso, interpellato dal quotidiano La Stampa, ebbe a scrivere: «In definitiva Elio Petri dovrebbe sentirsi sufficientemente tranquillo sulle sorti del suo film. Il procedimento non comincerà neppure o, nella peggiore delle ipotesi, si bloccherà presto». Da quel momento al film spettò ben altra sorte.

## Distribuzione
- Italia: 30 aprile 1976
- Francia: 19 gennaio 1977
- Stati Uniti: ottobre 1977 (Chicago International Film Festival)
- Ungheria: 8 marzo 1979
- Stati Uniti: 14 dicembre 1979 (New York)
- Repubblica Ceca: 24 gennaio 2004 (Febio Film Festival)
- Italia: 15 ottobre 2006 (Film Festival di Roma)
- Italia: 24 novembre 2008 (Rai Sat Cinema)

Titoli alternativi
- Juízo Final (Brasile)
- Todo Modo (Francia)
- Μια σειρά δολοφονείες (Grecia)

## Riconoscimenti
- 1976 - Nastro d'argento
  - miglior attore non protagonista - Ciccio Ingrassia
- 1976 - Globo d'oro
  - miglior attrice - Mariangela Melato (anche per Attenti al buffone)
  - miglior attore - Marcello Mastroianni (anche per La donna della domenica e Per le antiche scale)
- 1976 - Grolla d'oro
  - miglior attrice - Mariangela Melato (anche per Attenti al buffone e Di che segno sei?)
  - miglior attore - Marcello Mastroianni (anche per La donna della domenica e Per le antiche scale)